# Daria van den Bercken
Daria van den Bercken (* 1979 in Utrecht/Provinz Utrecht) ist eine niederländische Pianistin russischer Abstammung.

## Leben
Daria van den Bercken begann im Alter von 10 Jahren mit dem Klavierspielen. Sie studierte am Rotterdams Conservatorium und am Conservatorium van Amsterdam bei Mila Baslawskaja. Ihr Masterdiplom erhielt nach Studien bei Naum Grubert. Ein Rotary-Stipendium ermöglichte ihr im Jahre 2000 Aufbaustudien an der Jacobs School of Music in Bloomington bei Menahem Pressler und Leonard Hokanson. Anregungen für ihre musikalische Weiterentwicklung erhielt sie u. a. von Claude Frank, von Murray Perahia, von Leon Fleisher, von Christian Zacharias und von Alicia de Larrocha.

## Auftritte
Daria van den Bercken gibt regelmäßig Solorecitals in den Niederlanden und im Ausland (darunter in England, Frankreich, Slowenien, Kanada, in der Schweiz, in Japan und Deutschland), u. a. im Amsterdamer Concertgebouw und beim Gergiev-Festival.
Neben ihren Soloauftritten ist sie eine aktive Kammermusikerin. Sie arbeitet beispielsweise oft mit Streichern und Sängern zusammen. Sie konzertiert aber auch im Duo mit dem niederländischen Fagottisten Bram van Sambeek sowie mit der Flötistin Felicia van den End. Darüber hinaus tritt sie mit dem Atrium String Quartet und der Bratschistin Jennifer Stumm auf.
Im Jahre 2007 debütierte van den Bercken mit dem Rotterdam Philharmonic Orchestra – sie spielte dabei das Klavierkonzert von Clara Schumann. Das Debüt fand auch in überregionalen Zeitungen positive Erwähnung. Danach trat sie u. a. mit dem Gelders Orkest unter der Leitung von Christoph Poppen und erneut mit dem Rotterdam Philharmonic Orchestra unter der Leitung von Yannick Nézet-Séguin auf.
Aktuell (2012) widmet sie sich insbesondere den Werken von Georg Friedrich Händel.

## Auszeichnungen
Im Rahmen der niederländischen Debütkonzerte 2005–2006 (einer Konzertreihe in allen bedeutenden Konzertsälen der Niederlande) gewann van den Bercken im Jahre 2006 den Publikumspreis. Darüber hinaus ist sie Preisträgerin im Steinway-Wettbewerb, im  Prinzessin-Christina-Wettbewerb und im Vriendenkrans-Wettbewerb des Concertgebouw Amsterdam.